# Marina Tsvetajeva
Marina Ivanovna Tsvetajeva (ryska: Мари́на Ива́новна Цвета́ева), född 9 oktober 1892 i Moskva, död 31 augusti 1941 i Jelabuga i Tatarstan, var en rysk poet och författare i de ryska symbolist- och akmeiströrelserna (som annars betraktas som varandras motpoler). 
Tsvetajeva var dotter till en professor i konsthistoria och en konsertpianist. Då modern utvecklade TBC flyttade familjen år 1902 till Schweiz för bättre klimat, där modern dog 1906. Tsvetajeva lärde sig franska och tyska och 1908 studerade litteraturhistoria vid Sorbonne. Hennes första diktsamling Kvällsalbum publicerades 1910. 
Vid sina vistelser vid Svarta havet träffade hon sin blivande make kadetten Sergej Jakovlevitj Efron. De gifte sig 1912, fick två döttrar och bosatte sig på Krim fram till den ryska revolutionen 1917. Efron stationerades då i Moskva och efter revolutionen anslöt han sig till det vita gardet, medan Tsvetajeva blev fast i Moskva i fem år under svåra förhållanden och svält, varvid en dotter dog. 
Så småningom 1922 lyckades familjen lämna Sovjetunionen och de bodde först i Berlin, sedan Prag och slutligen i Paris 1925–1939, där parets son föddes. När Tsvetajeva skrev ett uppskattande brev till den kommunistiske poeten Vladimir Majakovskij blev hon utfrusen av de ryska emigranterna och hennes verk slutade publiceras i emigranttidningen Senaste Nyheter. Maken och dottern Alja, utvecklade sympati för den sovjetiska kommunismen vilket ledde till att Efron började spionera åt NKVD. 1937 återvände dottern till Ryssland, och samma år även Efron, som flydde, då han eftersöktes av den franska polisen för mord på en rysk avhoppare.
I Ryssland blev Efron och Alja anklagade för spioneri – Efron blev skjuten 1941 och Alja dömd till åtta års fängelse. I samband med den nazityska invasionen sommaren 1941 evakuerades Tsvetajeva med sonen till Jelabuga i Tatarstan, där hon hängde sig.
Alja blev frigiven först efter Stalins död.
Stalinregimen accepterade inte Tsvetajevas excentriska, och ibland sexuellt laddade verk och inte förrän under 1960-talet "återupptäcktes" hennes författarskap i Ryssland.
Inom ramen för ett projekt kallat Poesi på väggarna förärades år 1992 hennes dikt Моим стихам (Mina verser) att bli den första väggdikten i den holländska staden Leiden. 

## Eftermäle
Nedslagskratern Tsvetayeva på planeten Venus och asteroiden 3511 Tsvetaeva är uppkallade efter henne.

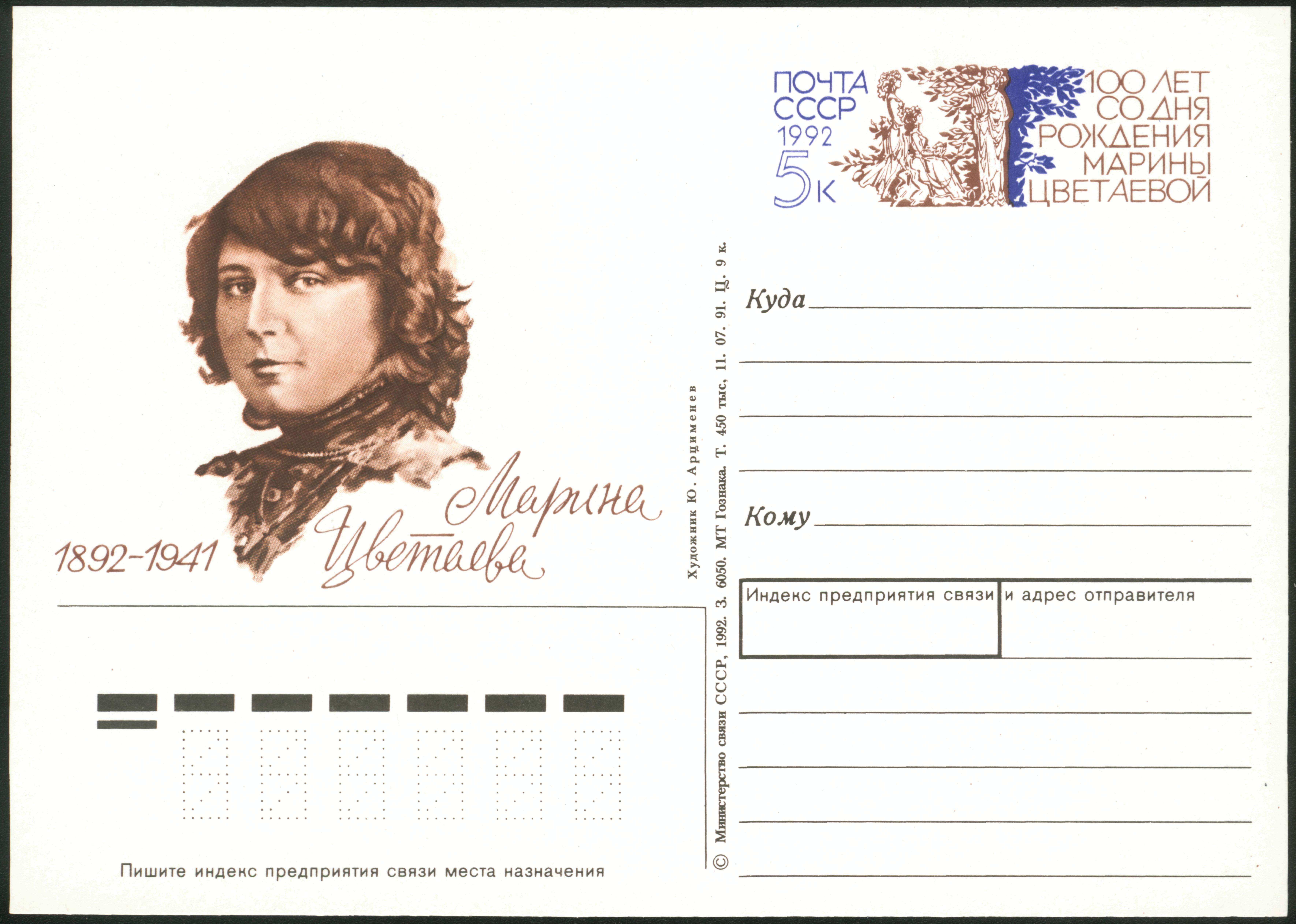
1992

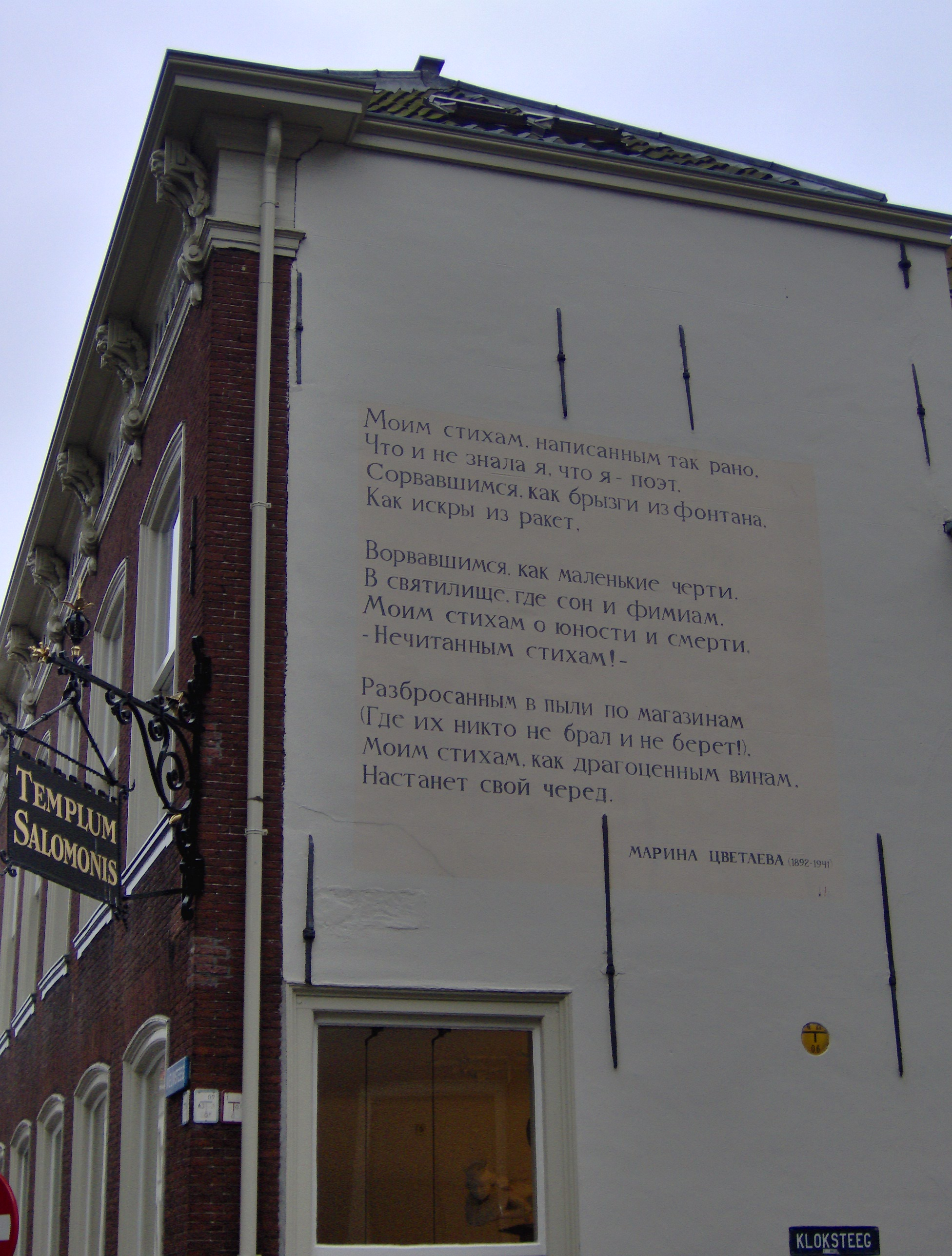
Tsetajevas dikt Моим стихам (Mina verser) som väggdikt i den holländska staden Leiden.

## Översättningar till svenska
- Min ryska barndom: prosatexter (urval och översättning Annika Bäckström) (Tiden, 1981)
- Med gröna ögon (urval, översättning och kommentarer Annika Bäckström) (FIB:s lyrikklubb, 1986). 2., utvidgade upplagan: Akvilon, 2010 ISBN 978-91-977405-1-7
- Råttfångaren (Krysolov) (svensk tolkning av Annika Bäckström) (Renässans, 1992) [tvåspråkig utgåva]
- Fedra: drama (översättning Annika Bäckström) (Radioteatern 1994 - outgiven)
- Korrespondens 1926 (brevväxling mellan Boris Pasternak, Rainer Maria Rilke och Marina Tsvetajeva) (Briefwechsel) (översättning från ryska och tyska av Ola Wallin) (Ersatz, 1996)
- Poeten och tiden: essäer 1922-1932 (översättning Ola Wallin) (Ersatz, 1997)
- Konsten i samvetets ljus (Iskusstvo pri svete sovesti) (översättning Lars Erik Blomqvist) (Umbra solis, 1997)
- Brev till amasonen (översättning Helga Krook) (Ersatz, 1998) [Översatt från den franska utgåvan med titeln Mon frère féminin]
- I skuggan av ett krig: möten och samtal 1917-1919 (översättning: Elena och Bengt Samuelson) (Ellerström, 2011)
- Slutdikt (på ryska: Поэма конца Poema kontsa) (översättning och förord av Tora Lane) (Ellerströms förlag 2017) ISBN 978 91 7247 505 2

## Tonsättningar
- Den ryske kompositören Dmitrij Sjostakovitj har tonsatt sex dikter av Tsvetajeva (op. 143).
- Sofija Gubajdulina har nyttjat hennes verskonst i Hommage à Marina Tsvetayeva.
- Gunnar Edander har tonsatt Marina Tsvetajevas dikt I augusti för kör.